# اوزباشی (کوزان)
اوزباشی (به ترکی استانبولی: Özbaşı) یک منطقهٔ مسکونی در ترکیه است که در قوزان (ترکیه) واقع شده‌است.